# ۲-اکسوکوازپام
۲-اکسوکوازپام (انگلیسی: 2-Oxoquazepam) یک مشتق بنزودیازپین و یکی از متابولیت‌های فعال اصلی کوازپام (Doral) است.